# Семенцево
Семе́нцево (рос. Семенцево) — присілок у складі Грязовецького району Вологодської області, Росія. Входить до складу Ростиловського сільського поселення.

## Населення
Населення — 17 осіб (2010; 34 у 2002).
Національний склад (станом на 2002 рік):
- росіяни — 94 %